# Cièr d'Arribèra
Cièr d'Arribèra(francès Cier-de-Rivière) és un municipi del Comenge, a Gascunya, dins el departament de l'Alta Garona, a la regió d'Occitània.